# Bundesstraße 75
De Bundesstraße 75 (ook wel B75) is een bundesstraße in Duitse deelstaten: Nedersaksen Bremen, Hamburg en Sleeswijk-Holstein.
De B75 begint bij Delmenhorst en loopt verder langs de steden Bremen, Rotenburg, Scheeßel, Buchholz in der Nordheide, Hamburg, Bad Oldesloe, Lübeck en verder naar Travemünde. De B75 is ongeveer 207 kilometer lang.

## Routebeschrijving

### Nedersaksen & Bremen
De B75 begint in het zuidoosten van Delmenhorst op afrit Delmenhorst met de A28 en is de zuidoostelijke randweg van Delmenhorst. De weg loopt vanaf hier als een vierbaans autoweg door het westen van Bremen. De B75 loopt van westen van de stad en gaat bij de afrit Bremen-Neustadt waar de A281 wordt gekruist over in de B6.
Vervanging
Tussen de aansluiting Bremen-Neustadt en afrit Ottersberg van de A1 is de B75 vervangen door de B6, de A27 en de A1.
Voortzetting
Vanaf afrit Ottersberg loopt de B75 door Sottrum  en sluit bij de afrit Rotenburg (Wümme)-Nordwest aan op de B71. De B71/B75 vormtde rondweg te noorden van Rotenburg en sluit in de afrit Rotenburg (Wümme)-Nord de B215 aan. Bij afrit Rotenburg (Wümme)-ost buigt de B71 stadinwaarts af. De B75 loopt in noordoostelijke richting parallel aan de A1 en komt nog door Scheesel en Wistedt. De weg kruist men de B3 en loopt net een langs Buchholz in der Nordheide, waarna de B75 bij afrit Dibbersen weer op de A1 aansluit bij Hamburg.
Vervanging
Tussen de afrit Dibbersen en afrit Hamburg-Marmsdorf/Lürade is de weg vervangen door de A1 en de A261. De A261 kruist tevens de deelstaatgrens met Hamburg. 
Het voormalige tracé van de B75 loopt nog wel parallel aan de A261, maar is als K85 genummerd.

### Hamburg
De weg begint weer bij afrit Hamburg-Marmsdorf/Lürade en loopt naar het noordoosten de stad Hamburg in. De weg kruist bij afrit Hamburg Hamburg-Marmsdorf de A7 en loopt verder de stad in. De weg loopt door het zuiden van Marmsdorf om in het zuidoosten over te gaan in de A253 waar bij afrit Hamburg-Wilsdorf de B4 aansluit. Vanaf afrit Hamburg-Wilmsburg-Süd loopt de B4/B75 samen naar afrit Hamburg-Georgswerder waar ze samen overgaan in de A252.
Vervanging
Tussen afrit Hamburg-Georgswerder en afrit Hamburg-Veddel is de weg vervangen door de A252 en de A255.
Voortzetting
Vanaf afrit Hamburg-Veddel A255 loopt de B4/B75 weer verder in noordoostelijke richting tot op een kruising de B4 in noordwestelijke richting afsplitst. De weg loopt verder in noordoostelijke richting door het noordoosten van de stad Hamburg als reguliere stadsweg en sluit aan op de B5. 
Vervanging
Vanaf het kruispunt met de B5 in de stad Hamburg is de B75 tot aan de afrit Bad Oldesloe van de A21 vervangen door diverse lokale wegen en kruist het oude tracé van de B75 de deelstaatgrens met Sleeswijk-Holstein. 

### Sleeswijk-Holstein
Voortzetting
Vanaf afrit Bad Oldesloe loopt de B75 door het stadje Bad Oldesloe. De weg loopt dan door Reinfeld, kruist de A1 zonder aansluiting, loopt door Hamberge, kruist de A20 zonder afrit en bereikt de stad Lübeck. Hier loopt de B75  loopt als reguliere stadsweg via een kruising waar ze naar het noordoosten afbuigt en op de B207 aansluit. De B75 loopt door het centrum van Lübeck en wordt hier weer een vierbaans autoweg. Bij de afrit Lübeck-Israelsdorf, sluit de B104 aan vervolgens loopt de B75 door de Herrentunnel, een toltunnel, waarna bij de afrit Lübech-Siems de A226 aansluit. De B75 blijf vanaf hier een vierbaans autoweg. Bij afrit Lübeck-Travemünde-Nordwest sluit de B76 aan. De B75 eindigt enkele kilometers naar het zuidoosten aan de haven van Lübeck-Travemünde.
B1 · B3 · B3n · B4 · B5 · B6 · B6n · B27 · B51 · B61 · B64 · B65 · B68 · B69 · B70 · B71 · B72 · B73 · B74 · B74n · B75 · B79 · B80 · B82 · B83 · B188 · B190n · B191 · B195 · B207 · B209 · B210 · B211 · B212 · B213 · B214 · B215 · B216 · B217 · B218 · B238 · B239 · B240 · B241 · B242 · B243 · B243a · B244 · B245a · B247 · B248 · B322 · B401 · B402 · B403 · B404 · B408 · B431 · B433 · B434 · B435 · B436 · B437 · B438 · B439 · B440 · B441 · B442 · B443 · B444 · B445 · B446 · B447 · B461 · B475 · B482 · B490 · B493 · B494 · B495 · B496 · B497 · B524 · B530
B1 · B2 · B4 · B5 · B75 · B76 · B77 · B87 · B96 · B96a · B96b · B97 · B101 · B102 · B103 · B104 · B105 · B106 · B107 · B108 · B109 · B110 · B111 · B112 · B112n · B113 · B115 · B122 · B156 · B158 · B166 · B167 · B168 · B169 · B179 · B182 · B183 · B187 · B188 · B189 · B190n · B191 · B192 · B193 · B194 · B195 · B196 · B197 · B198 · B199 · B200 · B201 · B202 · B203 · B204 · B205 · B206 · B207 · B208 · B209 · B246 · B320 · B321 · B404 · B430 · B431 · B432 · B434 · B435 · B495 · B501 · B502 · B503